# José Rodrigues Ribeiro
José Rodrigues Ribeiro (Ribeira Seca, 3 de Maio de 1918 — Angra do Heroísmo, 30 de Abril de 2001), também conhecido pelo pseudónimo de Rei Bori, foi um político, jornalista, escritor e publicista açoriano. Para além de diversos cargos autárquicos na cidade de Angra do Heroísmo, onde cedo se fixou, foi deputado à Assembleia Regional dos Açores (1980-1984) eleito pelo PPD-Açores.

## Biografia
Natural da ilha de São Jorge, José Rodrigues Ribeiro viveu a maior parte da sua vida na ilha Terceira, com longas passagens pelas então colónias da Índia Portuguesa, Guiné Portuguesa e Moçambique, territórios onde prestou serviço militar como sargento dos quadros permanentes do Exército Português.
Ao longo de toda a sua vida manteve uma importante actividade em organismos de natureza cultural e sócio-religiosa, deixando uma notável obra de investigação histórica e etnográfica. De entre as suas publicações destacam-se o Dicionário Corográfico dos Açores e o Dicionário Toponímico, Ecológico, Religioso e Social, obras de referência marcantes na bibliografia açoriana mais recente.
Foi jornalista em vários órgãos da comunicação social escrita e falada, usando nas suas colaborações o pseudónimo de Rei Bori, especializando-se em temáticas de interesse histórico e cultural.
A sua intervenção social levou-o a participar activamente na vida política, tendo desempenhado vários cargos em instituições de carácter político, entre outros, presidente da Junta de Freguesia da Conceição e presidente da Assembleia Municipal de Angra do Heroísmo. Foi eleito deputado pelo círculo eleitoral de São Jorge ao Parlamento açoriano na 2.ª Legislatura (1980-1984), integrado nas listas do Partido Popular Democrata dos Açores (PPD/A). Foi também dirigente de múltiplas instituições de natureza recreativa, cultural, social, desportiva e religiosa.

## Principais obras publicadas
- Dicionário corográfico dos Açores. Angra do Heroísmo : Dir. Regional dos Assuntos Culturais, 1979.
- História dos jornais editados em São Jorge. [S.l.] : J. R. Ribeiro, 1985.
- Reabertura da Igreja Matriz da Calheta de São Jorge : breves notas históricas. [Angra do Heroísmo] : s.n., 1992.
- Dicionário Toponímico e Social da Ilha de São Jorge. Angra do Heroísmo : 1993.
- Dicionário toponímico, ecológico, religioso e social da Ilha Terceira. Angra do Heroísmo : Direcção Regional dos Assuntos Culturais, 1998.